# ワディム・ボギエフ
ワディム・ボギエフ（ロシア語:Вадим Иосифович Богиев、ローマ字:Vadim Bogiyev、1970年12月27日 - ）は、ロシアのレスリング選手。1996年アトランタオリンピックレスリングフリースタイル68kg級の金メダリストである。グルジア共和国南オセチア自治州ツヒンヴァリ出身。

## 実績
- オリンピック
  - 1996年アトランタオリンピック　金メダル
- 世界選手権
  - 2位　1993年
- ヨーロッパ選手権
  - 優勝　1994、1995、1996年